# 天まで登れ!
「天まで登れ!」（てんまでのぼれ!）は、ハロプロ研修生とJuice=Juiceのコラボレーションである『ハロプロ研修生 feat.Juice=Juice』による楽曲であり、Juice=Juiceの3rdインディーズシングル、およびハロプロ研修生の2ndインディーズシングル。2013年6月12日にアップフロントワークスから発売された。

## 概要
- リリース1か月後の7月5日に、Juice=Juiceのメンバーである大塚愛菜がグループを脱退したため[2]、同シングルが大塚が参加する最後の作品となった。

## 収録曲
作詞・作曲:つんく、編曲:平田祥一郎/ブラスアレンジ:鈴木俊介
1. 天まで登れ!
歌：ハロプロ研修生 feat. Juice=Juice
2. 天まで登れ!
歌：Juice=Juice
3. 天まで登れ!（Instrumental）

## 参加メンバー
- ハロプロ研修生：金子りえ、田辺奈菜美、吉橋くるみ、浜浦彩乃、田口夏実、小川麗奈、小数賀芙由香、室田瑞希、山岸理子、野村みな美、一岡伶奈、加賀楓、岸本ゆめの、牧野真莉愛、和田桜子、佐々木莉佳子、田中可恋、稲場愛香、三瓶海南、藤井梨央、真城佳奈、井上ひかる
- Juice=Juice：宮崎由加、金澤朋子、高木紗友希、大塚愛菜、宮本佳林、植村あかり

## 参加ミュージシャン
- プログラミング：平田祥一郎
- ブラスプログラミング：鈴木俊介
- コーラス：CHINO